# Богданов, Евграф Андреевич
Евграф Андреевич Богданов (1771—1848) — генерал-майор флота.

## Биография
В 1789 году он поступил в морской кадетский корпус. 
В 1789 году произведён в гардемарины и ходил в Балтийском море.
В 1793 году получил чин мичмана, с переводом в черноморский флот, где и ходил ежегодно. 
В 1798—1800 годах он участвовал в войне с Францией, в эскадре под главным начальством вице-адмирала Ф. Ф. Ушакова.
Затем Богданов ходил в Балтийском море, командуя небольшими судами, и ходил из Архангельска в Кронштадт. 
В 1811 году уволен от службы с чином капитана 2-го ранга. 
В 1825 году вновь принят на службу с переименованием в чиновники 7-го класса. 
В 1832 году повышен в 6-й класс и назначен вице-директором Комиссариатского департамента Морского министерства. 
В 1841 году произведен в генерал-майоры.
28 июня 1844 года уволен, по прошению, от службы.

## Награды
26 ноября 1810 года награждён орденом святого Георгия 4 класса за 18 морских кампаний. 